# Эндоморфизм Фробениуса

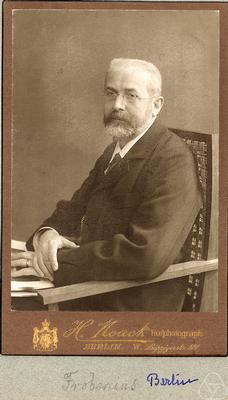
Фотография математика Георга Фробениуса

Эндоморфизм Фробениуса — эндоморфизм коммутативного кольца простой характеристики {\displaystyle p}, задаётся формулой {\displaystyle x\mapsto x^{p}}. В некоторых случаях, например, в случае конечного поля, эндоморфизм Фробениуса является автоморфизмом, однако в общем случае это не так.

## Определение и базовые свойства
Пусть {\displaystyle R} — коммутативное кольцо простой характеристики {\displaystyle p} (в частности, таким является любое целостное кольцо ненулевой характеристики). Эндоморфизм Фробениуса кольца {\displaystyle R} определяется формулой {\displaystyle F(x)=x^{p}}. Эндоморфизм Фробениуса действительно является гомоморфизмом колец, так как {\displaystyle (xy)^{p}=x^{p}y^{p},(x+y)^{p}=x^{p}+y^{p}} (для того, чтобы доказать последнее тождество, достаточно расписать левую часть по формуле бинома Ньютона и заметить, что все биномиальные коэффициенты, кроме первого и последнего, делятся на {\displaystyle p}).
Если {\displaystyle \varphi :R\to S} — произвольный гомоморфизм колец простой характеристики {\displaystyle p}, то {\displaystyle \varphi (x^{p})=(\varphi (x))^{p}}, то есть: {\displaystyle \varphi \circ F_{R}=F_{S}\circ \varphi }.
Это значит, что эндоморфизм Фробениуса является естественным преобразованием тождественного функтора (на категории коммутативных колец характеристики {\displaystyle p}) в себя.
Если кольцо {\displaystyle R} не содержит нетривиальных нильпотентов, то эндоморфизм Фробениуса инъективен (так как его ядро нулевое). Легко доказать, что верно и обратное: если {\displaystyle x} — нетривиальный нильпотент, обнуляющийся начиная со степени {\displaystyle n}, то {\displaystyle (x^{n-1})^{p}=0}. Эндоморфизм Фробениуса не обязательно сюръективен, даже если {\displaystyle R} является полем. Например, пусть {\displaystyle R=\mathbb {F} _{p}(t)} — поле рациональных функций с коэффициентами в {\displaystyle \mathbb {F} _{p}}, тогда функция {\displaystyle t} не лежит в образе эндоморфизма Фробениуса.
Поле {\displaystyle K} называется совершенным, если его характеристика равна нулю, либо характеристика положительна и эндоморфизм Фробениуса сюръективен (а следовательно, является автоморфизмом). В частности, все конечные поля являются совершенными.

## Неподвижные точки
Рассмотрим конечное поле {\displaystyle \mathbb {F} _{p}}. Согласно малой теореме Ферма, все элементы этого поля удовлетворяют уравнению {\displaystyle x^{p}=x}. Уравнение {\displaystyle p}-й степени не может иметь более {\displaystyle p} корней, следовательно, в любом расширении поля {\displaystyle \mathbb {F} _{p}} неподвижные точки эндоморфизма Фробениуса — это в точности элементы поля {\displaystyle \mathbb {F} _{p}}. Аналогичное утверждение верно для целостных колец характеристики {\displaystyle p}.
Сходным свойствам удовлетворяют и степени эндоморфизма Фробениуса. Если {\displaystyle \mathbb {F} _{p^{k}}} — конечное поле, все его элементы удовлетворяют уравнению {\displaystyle x^{p^{k}}=x} и в любом расширении этого поля элементы исходного поля являются неподвижными точками {\displaystyle k}-й степени эндоморфизма Фробениуса, то есть неподвижными точками {\displaystyle x\mapsto x^{p^{k}}}.

## Порождающий элемент группы Галуа
Группа Галуа конечного расширения конечного поля является циклической и порождается степенью эндоморфизма Фробениуса. Рассмотрим сначала случай, когда основное поле является простым. Пусть {\displaystyle \mathbb {F} _{q}} — конечное поле, где {\displaystyle q=p^{n}}. Эндоморфизм Фробениуса {\displaystyle F} сохраняет элементы простого поля {\displaystyle \mathbb {F} _{p}}, поэтому он является элементом группы Галуа расширения {\displaystyle \mathbb {F} _{q}\supset \mathbb {F} _{p}}. Оказывается, что эта группа является циклической и порождается {\displaystyle F}. Порядок этой группы равен {\displaystyle n}, так как эндоморфизм {\displaystyle x\mapsto x^{q}} действует на {\displaystyle \mathbb {F} _{q}} тождественно, а меньшие степени не могут действовать тождественно.
В расширении {\displaystyle \mathbb {F} _{q^{k}}\supset \mathbb {F} _{q}} основное поле фиксируется {\displaystyle n}-й степенью эндоморфизма Фробениуса, группа Галуа расширения порождается {\displaystyle F^{n}} и имеет порядок {\displaystyle k}.